# Вуориярви
Вуориярви — озеро в Кандалакшском районе в юго-западной части Мурманской области. Расположено на высоте 174 м.
Площадь водоёма составляет 4,2 км², площадь водосбора — 107 км². На берегу озера находится одноимённый населённый пункт Вуориярви.
Озеро протокой связано с рекой Кутсайоки (бассейн Белого моря).
Название означает «Горное озеро» в переводе с финского языка.